# Мис „София“
„Мис София“ е ежегоден регионален конкурс за красота, който определя най-красивата представителка от столицата на България – град София.

## История
Конкурсът за най-красива столичанка датира още преди демократичните промени от 1989 г. Конкурсът е основан от г-н Страхил Гановски. През годините форматът „Мис София“ преминава под различни форми – на ежегоден индивидуален регионален конкурс за красота и като част от поредица сезонни конкурси Мис София – Пролет, Мис София – Лято, Мис София – Есен и Мис София – Зима. От 2009 година „Мис София“ се провежда като индивидуален регионален конкурс за красота.
От 2015 година победителката в надпреварата, освен че печели приза за най-красива софиянка, получава правото да представлява град София в националния финал на българския конкурс „Мис Свят България“, който селектира българската представителка за „Мис Свят“, „Мис Вселена“ и „Мис Гранд Интернешънъл“.

## Изисквания
Конкурсът е предназначен за неомъжени жени от 18- до 27-годишна възраст. Титлата се идентифицира с млади български жени с висока културна осведоменост и морални ценности. Освен външния вид и държанието на участничките, ценени качества и преимущества са липсата на езикови бариери и адекватно сценично поведение на сцена и пред публика. За участие в конкурса „Мис София“, участничките не трябва да са участвали в откровени видеа и фотосесии от еротичен характер.